# Katia Krivokochenko
Katia Krivokochenko est une pianiste franco-russe.
Entrée à l'âge de sept ans au Conservatoire Tchaïkovski de Moscou, où elle étudia le piano avec Lev Vlasenko, elle s'est ensuite perfectionnée à Salzbourg, puis à Paris au Conservatoire Européen de Musique, dans la classe de Müza Rubackyté, et au Conservatoire Supérieur, avec Pierre Réach. Après son prix au Conservatoire en 1999, elle fut demi-finaliste en 2000 du Concours Olivier Messiaen, et remporta le second prix et le prix spécial du jury au Concours International Maria Canals de Barcelone en 2001. Elle s'est produite dans de nombreux concerts, et fait partie du Duo Nomade (avec Pauline buet, violoncelle) et du Trio Nomade (avec France-Pascale Chevalier, violon). Elle a épousé en 2005 l'architecte français Romain Viault.